# Trofeo Mezzalama
Die Trofeo Mezzalama (dt. Übersetzung: „Mezzalama-Trophäe“) ist ein italienischer Rennwettbewerb im Skibergsteigen bei Cervinia. 1975 wurde die Trofeo Mezzalama als sogenannte Weltmeisterschaft im Skibergsteigen ausgetragen, damals in den Klassen „Zivilisten“, „Soldaten“ und „Bergführer“.
Die Trofeo Mezzalama ist das höchste alpine Skitouren-Rennen der Welt und zählt neben der Patrouille des Glaciers und der Pierra Menta zu den drei bekanntesten klassischen Veranstaltungen in dieser Sportart (les grandes trois de ski de montagne). Benannt ist der Wettbewerb im Monte-Rosa-Massiv nach dem bekannten Skitourengänger Ottorino Mezzalama (1888–1931). Ebenfalls in der Region wird das Mezzalama Skyrace ausgetragen.
Die Teilnahme am Rennen erfolgt in Dreier-Teams.

## Strecke

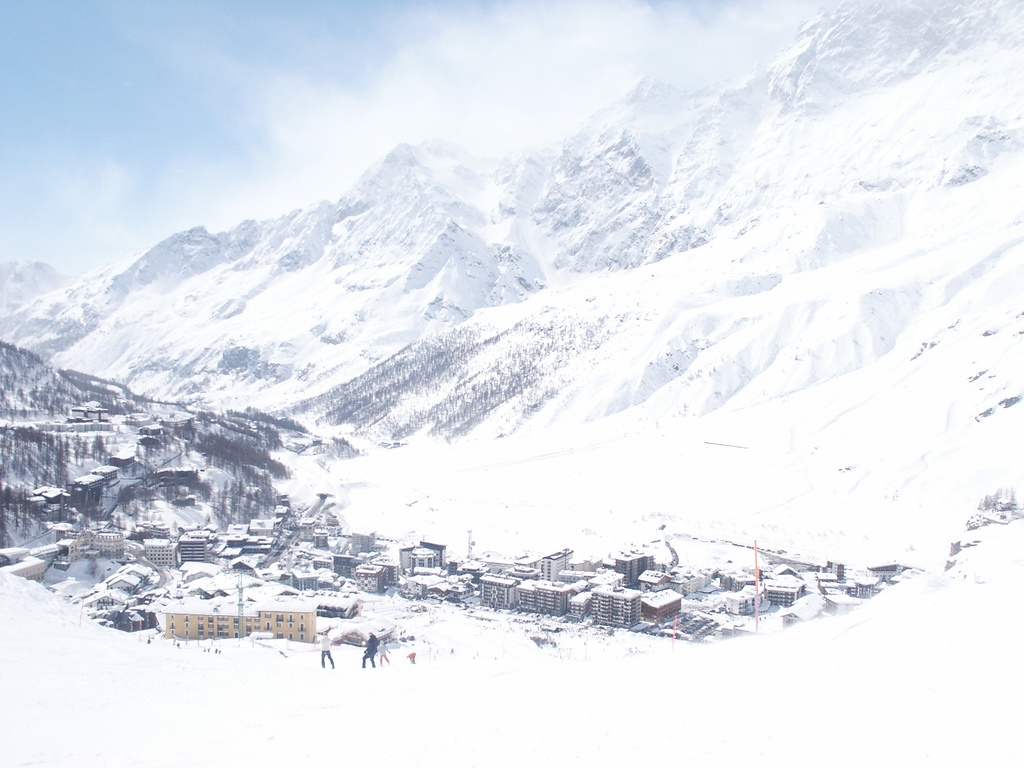
Cervinia (Ablaufpunkt)

Bei der Tour werden insgesamt 2.862 Höhenmeter im Anstieg und 3.145 Höhenmeter in der Abfahrt bezwungen. Die rund 45 Kilometer lange Strecke führt mehrmals über die 4.000 m-Grenze und beginnt in Cervina, führt über die Ventina-Skipiste zum Breithornpass bis zum ersten Kontrollpunkt auf 3.826 Meter, der als Zwischenziel in der vorgegebenen Zeit von den männlichen Teilnehmern in 2h 30' und den Frauen in 2h 45' erreicht werden muss. Von dort aus geht es weiter über das Zwillingsjoch (ital.: Passo di Verra) zum zweiten Kontrollpunkt auf 3.848 m, dann über den Castor-Gipfel zum dritten Kontrollpunkt auf dem 3.719 m hoch gelegenen Felik-Gletscher, der in einer vorgegebenen Gesamtzeit von den männlichen Teilnehmern in 5h 30' und den Frauen in 5h 45' erreicht werden muss. Die nächste Etappe führt über den Passo del Naso (4.150 m) zum vierten Kontrollpunkt auf dem Lyskamm, von wo aus die Abfahrt nach Gressoney-La-Trinité (1.637 m) erfolgt.  Der Streckenrekord steht bei 4h 18'.